# Pangonius alluaudi
Pangonius alluaudi är en tvåvingeart som beskrevs av Seguy 1930. Pangonius alluaudi ingår i släktet Pangonius och familjen bromsar.
Artens utbredningsområde är Marocko. Inga underarter finns listade i Catalogue of Life.